# Eileen Beasley
Catherine Eileen James (1921 - 12 de agosto de 2012) fue una maestra galesa, quien junto a su marido Trefor Beasley, llevó a cabo una campaña de desobediencia civil en la década de 1950 contra el Consejo del Distrito Rural de Llanelli con una demanda para que las facturas de tarifas del consejo le incluyeran el idioma galés. Su postura ha llevado a los activistas de lengua galesa que la describieran como la "madre de la acción directa" y sus protestas dieron lugar a la creación del Cymdeithas yr Iaith Gymraeg.

## Biografía
Catherine Eileen James nació en el año 1921. Asistió a la Universidad de Cardiff donde se convirtió en maestra. Conoció a Trefor en reuniones del Partido de Gales y se casaron el 31 de julio de 1951. Se mudaron a Llangennech cerca de Llano en 1952.
Eileen y su marido Trefor se convirtieron en activistas líderes por el derecho a utilizar el idioma galés en la década de 1950. Se negaron a pagar sus impuestos hasta que fueron escritos en galés, ya que sólo eran escritos en inglés. En la década de 1950 el idioma galés no tenía uso oficial en Gales: no había formas de organismos públicos que emitieran documentos en idioma galés y pocas señales de tráfico eran bilingües. Esta negativa llevó a la pareja ante los tribunales en 16 ocasiones durante el transcurso de 8 años, junto con muchas pertenencias personales arrebatadas por los oficiales de justicia. Después de numerosas apariciones en la corte, la pareja ganó la batalla en el año 1960, momento en que el consejo del distrito Llano acordó imprimir las facturas de impuestos bilingües en idiomas galés e inglés. Eileen y Trefor fueron elegidos como concejales en 1955 por el Partido de Gales para el consejo del distrito Llanelli. A Eileen Beasley se la conoce como la "madre de la acción directa" en Gales y la "Rosa Parks de Gales".
Eileen Beasley murió el 12 de agosto de 2012 debido a un cáncer de páncreas. Los activistas del lenguaje han dicho que el valor que tuvieron Eileen y Trefor inspiraron a una generación a asumir la lucha y condujo a hitos cruciales en la protección de la lengua galesa, como la creación de señales de tráfico S4C y bilingües.